# Eriosyce calderana
Eriosyce calderana är en art inom trattkaktussläktet och familjen kaktusväxter, som har sin naturliga utbredning i Chile.

## Beskrivning
E. calderana är en klotformad grön kaktus som blir 5 till 8 centimeter i diameter, som har en kraftig pålrot. Den är uppdelad i 13 till 15 åsar som är 1 centimeter höga, och är uppdelade i vårtor. Taggarna är mörkgrå och uppåtböjda. De består av 3 till 5 centraltaggar som blir 2 till 4 centimeter långa. Runt dessa sitter 8 till 10 radiärtaggar som blir 1 till 3,5 centimeter långa. Blommorna är gulvita och 3,25 till 4,25 centimeter i diameter. Frukten är gulaktig när den är mogen och fröna cirka 1,75 millimeter stora. 

## Synonymer
Pyrrhocactus calderanus F.Ritter 1961
Neochilenia calderana (F.Ritter) Backeb. 1963
Neoporteria calderana (F.Ritter) Donald & G.D.Rowley 1966
Pyrrhocactus pilispinus F.Ritter 1962
Neochilenia pilispina (F.Ritter) Backeb. 1963
Neoporteria pilispina (F.Ritter) Donald & G.D.Rowley 1966
Eriosyce taltalensis ssp. pilispina (F.Ritter) Katt. 1994
Neochilenia pulchella F.Ritter ex Backeb. 1962, nom. inval.
Pyrrhocactus pulchellus F.Ritter 1980
Neoporteria pulchella (F.Ritter) Ferryman 1991